# Capparis grisebachii
Capparis grisebachii là một loài thực vật có hoa trong họ Capparaceae. Loài này được Eichler mô tả khoa học đầu tiên năm 1865.